# 曹义宗
曹义宗（？—？），新野郡（今河南省邓州市、新野县一带）人，刘宋征虏将军、徐州刺史曹欣之第九子，南梁官员。

## 生平
曹义宗的哥哥曹景宗在南齐永元初年担任竟陵郡太守，当时曹义宗还很年轻，没有官职爵位。曹义宗因为是地方长官的弟弟，又是当地的豪强。市场的富人向氏以自己的百万钱补贴曹义宗，要把妹妹嫁给他。曹义宗派遣送书信到竟陵郡询问曹景宗，曹景宗在信的背面回复说：“买都不可能得到，为什么要卖？”曹义宗贪图钱财，还是与向氏联姻。之后曹义宗追随萧衍从西沿着长江直下。天监八年（509年）三月，北魏荆州刺史元志率领七万军队进攻南梁的潺沟，驱赶逼迫当地的蛮人，蛮人纷纷渡过汉江向南梁投降。南梁雍州刺史、吴平侯萧景命令司马朱思远、宁蛮长史曹义宗、中兵参军孟惠俊在潺沟攻击元志，大获全胜，斩获首级一万多，元志长史杜景被俘虏。之后曹义宗历任梁、秦二州刺史。向家兄弟依附曹氏，官至列卿。之后曹义宗出任都督，北伐北魏的荆州穰城。建义元年五月癸未（528年6月29日），魏孝庄帝诏令费穆出任使持节、征南将军、都督南征诸军事、大都督，率军前往支援。费穆秘密行军径直进取，出其不意。大通二年（528年）十月，魏军一到荆州就大败梁军，生擒曹义宗用囚车送到京师，曹义宗在北魏去世。

## 家庭

### 父亲
- 曹欣之，刘宋征虏将军、徐州刺史

### 兄弟
- 曹景宗，南梁侍中、中卫将军、江州刺史、竟陵壮公

## 延伸阅读
[在维基数据编辑]
 《南史·卷55》，出自李延壽《南史》